# Mexicano
Een mexicano is een snackproduct dat uit gekruid, gemalen vlees met conserveermiddelen en smaakversterkers bestaat.

## Omschrijving
Het product werd in 1984 ontwikkeld door De Vries Vleessnacks uit Dordrecht. De naam "Mexicano" werd in 1984 bedacht vanwege voorrondes van het WK voetbal 1986 in Mexico (waar Nederland zich in 1984 niet voor plaatste) en is in 1986 als merk geregistreerd in de Benelux. Het ribvormige uiterlijk werd in 2006 vastgelegd. In 2016 vond er een kort geding plaats waarbij het woord- en vormmerkenrecht werden ingeroepen tegen een concurrent die onder dezelfde naam een soortgelijk product op de markt bracht in België en Frankrijk. De voorzieningenrechter oordeelde hier dat inderdaad sprake was van een inbreuk op het woordmerk maar niet op het vormmerk. In 2015 kreeg Mexicano een nieuwe eigenaar, De Vries van Oers, dat in 2017 opging in Goodlife Foods. Datzelfde jaar kreeg de snack een nieuw logo, waarbij de letter i in Mexicano geribbeld is, als de vorm van de mexicano.

## Productie
De mexicano wordt fabrieksmatig geproduceerd. De samenstelling is een pittig gekruid gehakt van rundvlees, kip of varkensvlees. Pas in 2018 werd paardenvlees als ingrediënt geschrapt.
| Voedingswaarde per 100 g | Voedingswaarde per 100 g |
| ------------------------ | ------------------------ |
| Energie                  | 848 kJ / 203 kcal        |
| Vet                      | 13 g                     |
| Eiwit                    | 14,1 g                   |
| Koolhydraten             | 07,5 g                   |
| Zout                     | 02,5 g                   |

## Varianten
Naast de standaarduitvoering van 135 gram bestaan er nog andere versies die variëren in grootte en samenstelling, waaronder een grote variant (245 gram: L) die gebruikt wordt om broodjes te beleggen en een die voldoet aan de voorschriften van het Voedingscentrum dat maximale portiegroottes van 110 kcal (50?30 gram) voorschrijft. Daarnaast is er een extra grote en een extra kleine variant. Een halalversie bestaat enkel uit gekruid rundvlees en kip (135 gram). Op de vakbeurs Horecava in 2020 werd een nieuwe versie van de mexicano gepubliceerd: Mexicano Burger (135 gram). Deze mexicano is vierkant, in plaats van rechthoekig. In 2024 is Mexicano ook uitgekomen in de supermarkten als voor de frituur (90 gram) alsook een oven/airfryer (88 gram) versie en voor de horeca met een wrapversie (100 gram).